# Kannauj
Kannauj, o anche Kanauj (in persiano قَنّوجْ‎ Lingua hindi क़न्नौज) è una suddivisione dell'India, classificata come municipal board, di 71.530 abitanti, capoluogo del distretto di Kannauj, nello stato federato dell'Uttar Pradesh, nei pressi del fiume Gange e a circa 100 km da Lucknow. In base al numero di abitanti la città rientra nella classe II (da 50.000 a 99.999 persone).

## Geografia fisica
La città è situata a 27° 4' 0 N e 79° 55' 0 E e ha un'altitudine di 138 m s.l.m..

## Storia
Di antiche origini, Kannauj è già menzionata nei testi sanscriti e nei primi testi buddhisti.
Il re Harsa ne fece nel VII secolo la sua capitale e la città divenne il centro più importante di tutta l'India settentrionale. Anche sotto la dinastia Gurjara-Pratihara nel IX e X secolo mantenne un grande splendore, mentre subì un terribile saccheggio ad opera di Maḥmūd di Ghazna nell'XI secolo. Tuttavia, se si riprese da quelle distruzioni con la dinastia rajput dei Rathor, non riuscì invece a riaversi dalle devastazioni dei Ghuridi nel XII secolo. Dopo quel sacco infatti, Kannauj decadde a piccola cittadina e non si risollevò più.

## Società

### Evoluzione demografica
Al censimento del 2001 la popolazione di Kannauj assommava a 71.530 persone, delle quali 37.776 maschi e 33.754 femmine. I bambini di età inferiore o uguale ai sei anni assommavano a 10.931, dei quali 5.870 maschi e 5.061 femmine. Infine, coloro che erano in grado di saper almeno leggere e scrivere erano 41.837, dei quali 24.173 maschi e 17.664 femmine.